# Komunistyczna Partia Boliwii
Komunistyczna Partia Boliwii (Partido Comunista de Bolivia, PCB) – partia komunistyczna w Boliwii założona między 1950 a 1953. Wywodziła się z grup komunistycznych powstałych z Lewicowej Partii Rewolucyjnej. Od 1967 do 1969 działała nielegalnie. W latach 1970–1971 opowiadała się za reformami prezydenta Juana Jose Torresa., zaś po jego obaleniu ponownie została zdelegalizowana. Brała udział w międzynarodowych Naradach Partii Komunistycznych i Robotniczych w Moskwie w 1957, 1960 oraz 1969. Organem prasowym partii była gazeta Unidad.